# الكوكب الشرقي (جريدة)
الكوكب الشرقي هي دورية مصرية تصدر باللغة العربية أسسها  سليم الحموي في الإسكندرية عام 1873م، ولكن سرعان ما وقف صدورها. 